# OUTtv
OUTtv is een Nederlands televisiekanaal dat via de digitale kabel als premiumzender volgens de website van OUTtv te zien is in Nederland, België, Luxemburg, Duitsland, Spanje, Israel en Zweden. OUTtv is een lifestyle- en entertainment-kanaal dat onder andere drama, komedie, talkshows, documentaires en films uitzendt die voor een groot deel gericht zijn op lgbt’ers.

## Ontwikkeling
OUTtv werd gelanceerd op 4 april 2008 door Marc Putman via KPN en was per 11 april 2008 ook beschikbaar via andere kabelmaatschappijen. Inmiddels is OUTtv in Nederland te ontvangen via Ziggo, KPN (interactieve televisie), Caiway, DELTA en Glashart, Fiber en Stipte. In België is de zender te ontvangen via Telenet, in Zweden via Com Hem en in Noordrijn-Westfalen bij NetCologne.
Het Nederlandse kanaal begon als een samenwerking met OUTtv uit Canada, het wereldwijd eerste 24 uurs-lgbt-televisiekanaal, waarbij het merk en veel van de programma's in licentie werden overgenomen. Inmiddels zijn de meeste programma's van de Canadese OUTtv niet meer op de Nederlandse zender te zien.

## Presentatoren
De bekendste presentatoren van OUTtv zijn:
- Christina Curry[2]
- Jens Geerts[3]
- Mike Starink[4]
- Timo Descamps[5]
- Eddy Keur[6]

## Bekende series
Bekende reality- en dramaseries, vaak met bekende lhbt-iconen, die via OUTtv werden of worden uitgezonden zijn:
| - Veneno - Six Feet Under - Orphan Black - Vicious - Hot in Cleveland - Cucumber and Banana - The A-List New York - Come Fly With Me - Big Freedia - Happily Divorced - The Golden Girls | - Beautiful People - RuPaul's Drag Race - Margreet Dolman begrijpt 't - Torchwood - XOX Betsey Johnson - Absolutely Fabulous - Golden Gays - Two Queens and a Castle - Queer as Folk - Alan Carr: Chatty Man - Pride Summerweek S1 & S2 |

## Bekende documentaires
Naast series werden of worden onder meer ook de volgende documentaires uitgezonden:
| - Badge of Pride - Dressed As A Girl - Sagan - Cold Fear. Gay Life In Russia - Do I Sound Gay - Living With Boy George - Conchita Unstoppable - Why Men Wear Frocks | - Allemaal Lesbisch - American Vagabond - Walk Like A Man - Male Hookers Uncovered - Fanomenom - Penis Envy - Leslie Jordan. My Life Down the Pink Carpet - Question One - Onder Elkaar. De Pinkstergemeente |

## Eigen producties
Enkele eigen producties die via OUTtv werden of worden uitgezonden zijn:
- In OUTtv Update wordt het laatste nieuws op het gebied van entertainment en lifestyle gebracht, met wekelijks specials, achtergronden, premières en andere evenementen.
- In Travel Experience gaat presentator Ian van der Putten iedere week op reis met een prominente Nederlander of Vlaming. Enkele gasten uit het programma waren o.a. tv-presentator Sipke Jan Bousema, politicus Frits Huffnagel, tv-presentator Mike Starink, interieur designer Christophe Aertssen, tv-presentatrice Kim Kötter en de Vlaamse ontwerpster Evy Puelinckx.
- Thom's Warehouse is een personalityshow waarin presentator Thom Goderie (Mr. Gay Netherlands 2011), bekende en bijzondere homo's interviewt en volgt in hun dagelijks leven. Gasten waren onder meer couturier Frans Molenaar, medium Derek Ogilvie, schoenenfabrikant Floris van Bommel, tv-maker Carlo Boszhard en choreograaf Hans van Manen.
- In De Beste Gay Barman van Nederland ging presentator Ian van der Putten door heel Nederland op zoek naar de Beste Gay Barman. Uiteindelijke winnaar was Marcel Brunsveld van homocafé Montmarte in Amsterdam.
- In Lifestyle Reports doen reporters verslag van uiteenlopende evenementen in Europa, van gayprides tot aan gay-skiweeks en van gay-beachparties tot aan boeklezingen.
- Eurovision Calling omvat reporttages achter de schermen van het Eurovisiesongfestival. Het eerste seizoen ging van start in 2012 met Timo Descamps en kreeg de naam Baku Calling. De seizoenen die daarop volgden werden gepresenteerd door Jens Geerts.
- Pride Summerweek is de enige, internationale LGBTIQ+ talkshow waarin presentator Wesley van den Bos, samen met co-hosts Chantal van der Putten en Warner van Es gestalte geeft aan een zestal thema's die de rainbow community raken. Onder meer Pride & Religio, Entertainment en Cooking passeren de revue waarin bekende en onbekende gasten langskomen om te praten over het betreffende onderwerp. Iedere aflevering is er ook een artiest te gast met een live optreden op de rooftop met de skyline van Rotterdam als achtergrond. Gasten waren onder meer zangeres Shirma Rouse, cabaretier Richard Groenendijk, en politicus Boris Dittrich.

| Jaar | Programmanaam      | Presentator        | Co-host                                 |
| ---- | ------------------ | ------------------ | --------------------------------------- |
| 2012 | Baku Calling       | Timo Descamps      | Sipke Jan Bousema en Andres Esteche     |
| 2013 | Malmö Calling      | Jens Geerts        | Filip Stiller                           |
| 2014 | Copenhagen Calling | Jens Geerts        | Stefan Boström                          |
| 2015 | Vienna Calling     | Jens Geerts        | Marga Bult                              |
| 2016 | Stockholm Calling  | Jens Geerts        |                                         |
| 2017 | Kiev Calling       | Jens Geerts        |                                         |
| 2018 | Lisbon Calling     | Jens Geerts        |                                         |
| 2019 | Tel Aviv Calling   | Jens Geerts        |                                         |
| 2021 | Rotterdam Calling  | Jens Geerts        |                                         |
| 2022 | Turin Calling      | Jens Geerts        |                                         |
| 2022 | Pride Summerweek   | Wesley van den Bos | Warner van Es en Chantal van der Putten |

Tijdens het Eurovisiesongfestival kon Jens Geerts ook enkele kleine primeurs brengen. Zo kwam in mei 2014 de Belgische zanger Axel Hirsoux voor het eerst publiekelijk uit de kast en verontschuldigde winnaar Måns Zelmerlöw zich in 2015 meermaals voor zijn homofobe uitspraak. In april 2016 liet de Nederlandse kandidaat Douwe Bob tegenover OUTtv weten biseksueel te zijn.
OUTtv heeft met vele lhbt-instellingen, organisaties en evenementen contacten om de emancipatie en de zichtbaarheid van lhbt'ers te bevorderen.

## Media Award
De 'OUTtv Media Award' is een eerbetoon aan een persoon die homoseksualiteit op een positieve manier onder de aandacht wist te brengen in de media. De kijkers en volgers van het kanaal stemmen op de kandidaten en deze wordt op de jaarlijkse Coming-Outdag aan de winnaar uitgereikt.
| Jaar | De Nederlandse winnaars          |
| ---- | -------------------------------- |
| 2011 | Ferry Doedens                    |
| 2012 | Sinan Eroglu                     |
| 2014 | Mirella van Markus               |
| 2015 | Boris Dittrich                   |
| 2016 | Diva Mayday                      |
| 2017 | Barbara Barend                   |
| 2018 | Bo Van Spilbeeck                 |
| 2019 | Willem-Alexander der Nederlanden |
| 2020 | Fabio & Daniel                   |
| 2021 | Nikkie de Jager                  |
| 2022 | koningin Máxima der Nederlanden  |
| 2023 | Erwin Olaf                       |

Sinds 2014 wordt ook door Jens Geerts de OUTtv Media Award in België uitgereikt.
| Jaar | De Belgische winnaars |
| ---- | --------------------- |
| 2014 | Conchita Wurst        |
| 2015 | Charles Michel        |
| 2017 | K3                    |
| 2018 | Bo Van Spilbeeck      |
| 2019 | Lola McQueen          |
| 2020 | Petra De Sutter       |
| 2021 | Justin Laevens        |
| 2022 | Bart Abeel            |

## OUTmusic
Op 1 maart 2010 begon OUTtv een eigen internetradio station onder de naam OUTmusic. Deze zender richt zich voornamelijk op homomannen en like-minded luisteraars en zendt voornamelijk nieuwe en bekende hits uit de jaren 1990 en 2000 uit.. Vanaf de start van OUTmusic wordt ieder jaar de OUTmusic Award uitgereikt. Aan de hand van een grootschalige poll kunnen de kijkers van OUTtv ieder jaar in maart en april stemmen op hun favoriete Eurovisiesongfestivalnummer van het jaar. Om het stemgedrag van de homogemeenschap niet te beïnvloeden, wordt de winnaar van de OUTmusic Award nog voor de aanvang van het Eurovisiesongfestival bekendgemaakt. De prijs wordt jaarlijks fysiek uitgereikt aan de winnaar.
| Jaar | OUTmusic Award winnaar | Lied                 | Geëindigd op plaats         | Land        |
| ---- | ---------------------- | -------------------- | --------------------------- | ----------- |
| 2010 | Lena Meyer-Landrut     | Satellite            | Eerste plaats (246 punten)  | Duitsland   |
| 2011 | Eric Saade             | Popular              | Derde plaats (185 punten)   | Zweden      |
| 2012 | Loreen                 | Euphoria             | Eerste plaats (372 punten)  | Zweden      |
| 2013 | Emmelie de Forest      | Only Teardrops       | Eerste plaats (281 punten)  | Denemarken  |
| 2014 | Sanna Nielsen          | Undo                 | Derde plaats (218 punten)   | Zweden      |
| 2015 | Måns Zelmerlöw         | Heroes               | Eerste plaats (365 punten)  | Zweden      |
| 2016 | Sergey Lazarev         | You Are The Only One | Derde plaats (491 punten)   | Rusland     |
| 2017 | Francesco Gabbani      | Occidentali's Karma  | Zesde plaats (334 punten)   | Italië      |
| 2018 | Netta Barzilai         | Toy                  | Eerste plaats (529 punten)  | Israël      |
| 2019 | Duncan Laurence        | Arcade               | Eerste plaats (498 punten)  | Nederland   |
| 2020 | VICTORIA               | Tears Getting Sober  | Songfestival gecanceld      | Bulgarije   |
| 2021 | Destiny Chukunyere     | Je Me Casse          | Zevende plaats (255 punten) | Malta       |
| 2022 | Kalush Orchestra       | Stefania             | Eerste plaats (631 punten)  | Oekraïne    |
| 2023 | Loreen                 | Tattoo               | Eerste plaats (583 punten)  | Zweden      |
| 2024 | Nemo                   | The Code             | Eerste plaats (591 punten)  | Zwitserland |
| 2025 | KAJ                    | Bara Bada Bastu      | Vierde plaats (321 punten)  | Zweden      |